# Gare de La Coquille
La gare de La Coquille est une gare ferroviaire française de la ligne de Limoges-Bénédictins à Périgueux, située sur le territoire de la commune de La Coquille, dans le département de la Dordogne en région Nouvelle-Aquitaine.
C'est une gare de la Société nationale des chemins de fer français (SNCF), du réseau TER Nouvelle-Aquitaine, desservie par des trains express régionaux.

## Situation ferroviaire
Établie à 339 m d'altitude, la gare de La Coquille est située au point kilométrique (PK) 448,643 de la ligne de Limoges-Bénédictins à Périgueux entre les gares ouvertes de Bussière-Galant et de Thiviers.

## Histoire
La recette annuelle de la gare est de 104 577 francs en 1881 et de 104 268 francs en 1882.

## Fréquentation
La fréquentation de la gare est détaillée dans le tableau ci-dessous :
|           | 2015   | 2016   | 2017   | 2018   | 2019   | 2020   | 2021   | 2022   | 2023   |
| --------- | ------ | ------ | ------ | ------ | ------ | ------ | ------ | ------ | ------ |
| Voyageurs | 20 926 | 20 871 | 20 906 | 17 110 | 16 363 | 10 395 | 15 210 | 17 333 | 18 053 |

## Service des voyageurs

### Accueil
Gare SNCF, elle dispose d'un bâtiment voyageurs, avec guichet, ouvert tous les jours sauf les week-end et jours fériés.

### Desserte
La Coquille est desservie par les trains TER Nouvelle-Aquitaine qui effectuent des missions entre Bordeaux-Saint-Jean, ou Périgueux, et Limoges-Bénédictins.

### Intermodalité
Un parking pour les véhicules est aménagé.

## Galerie de photographies

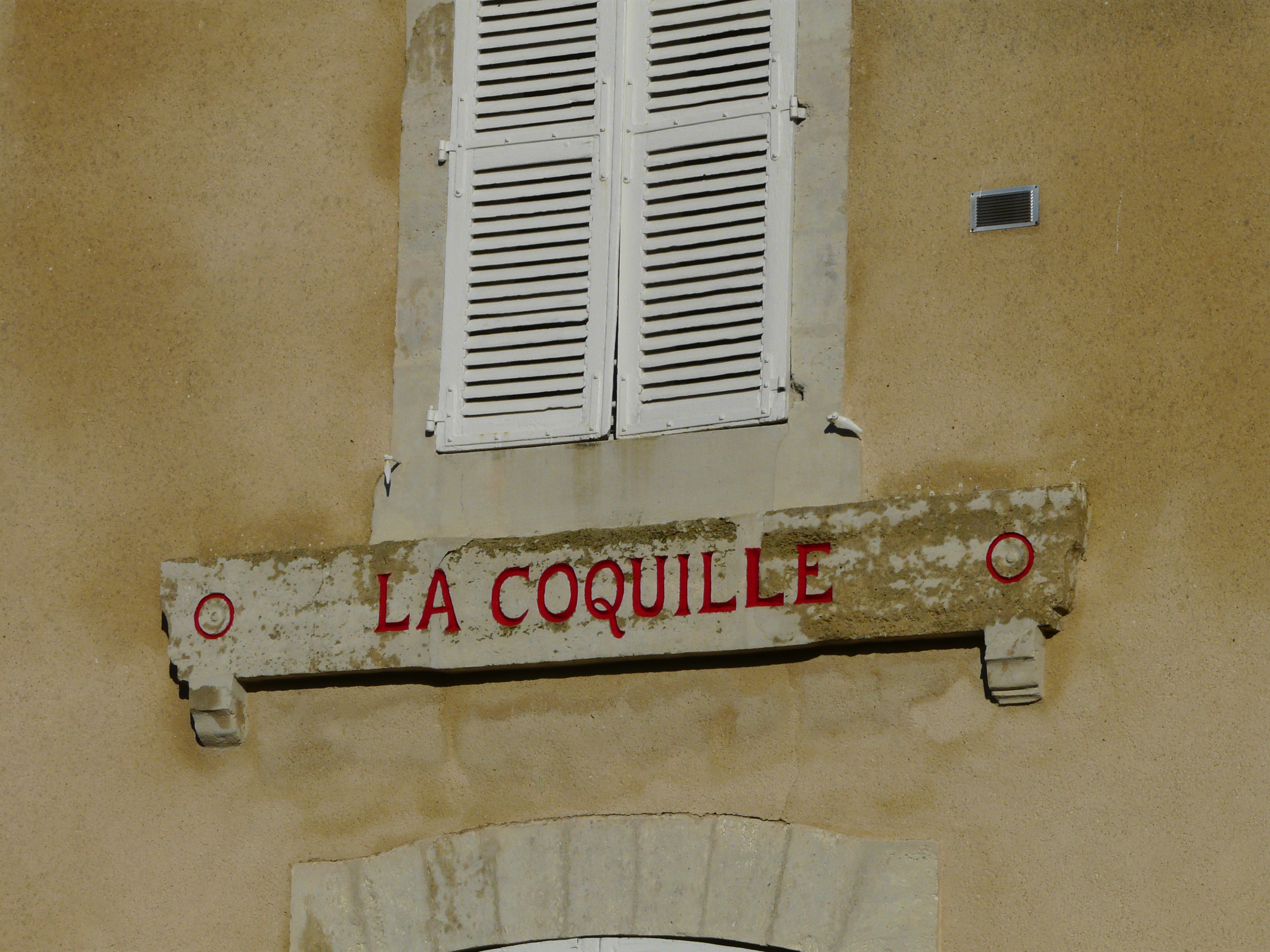
Le nom de la gare.
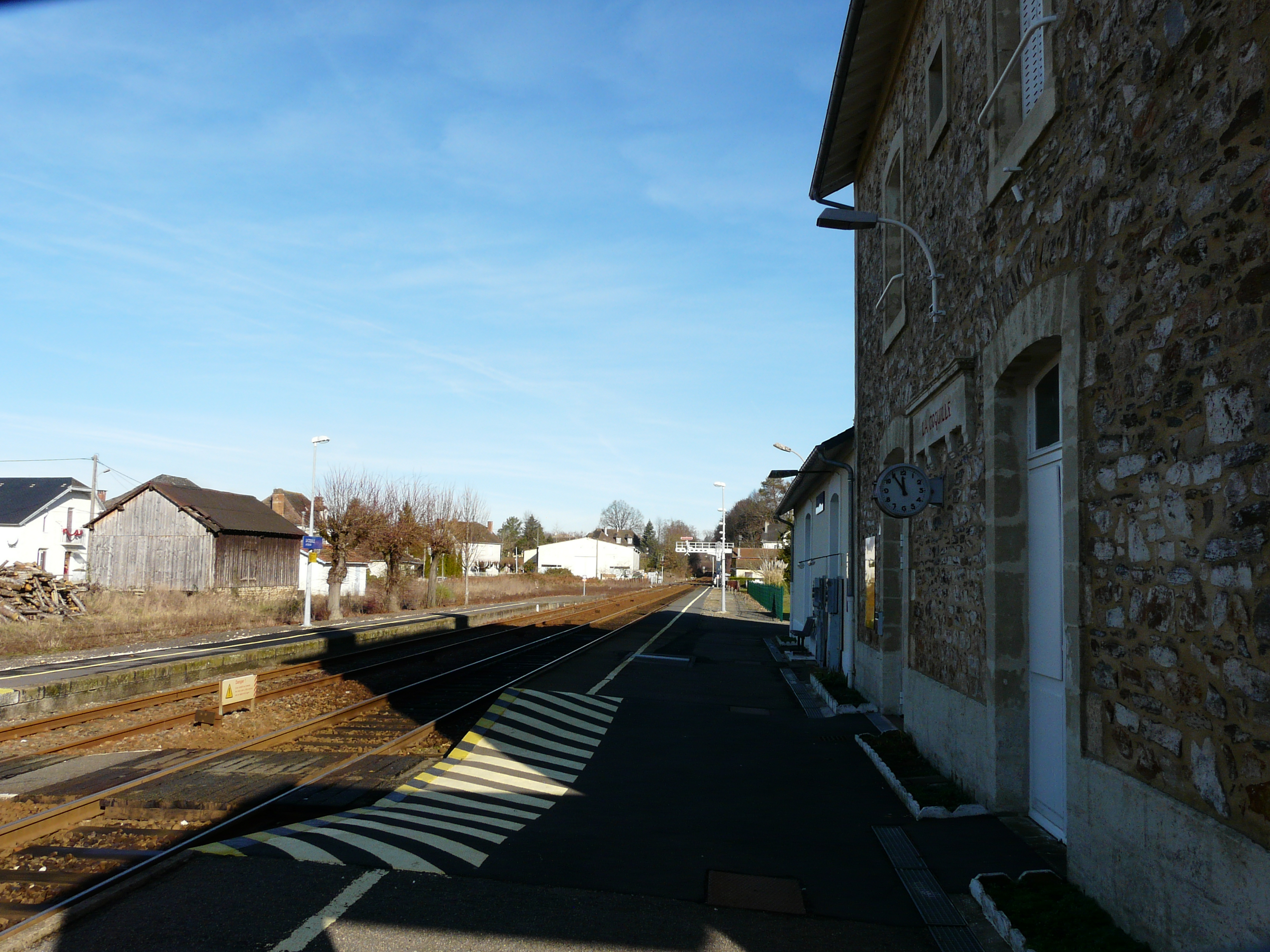
Quai de la gare.
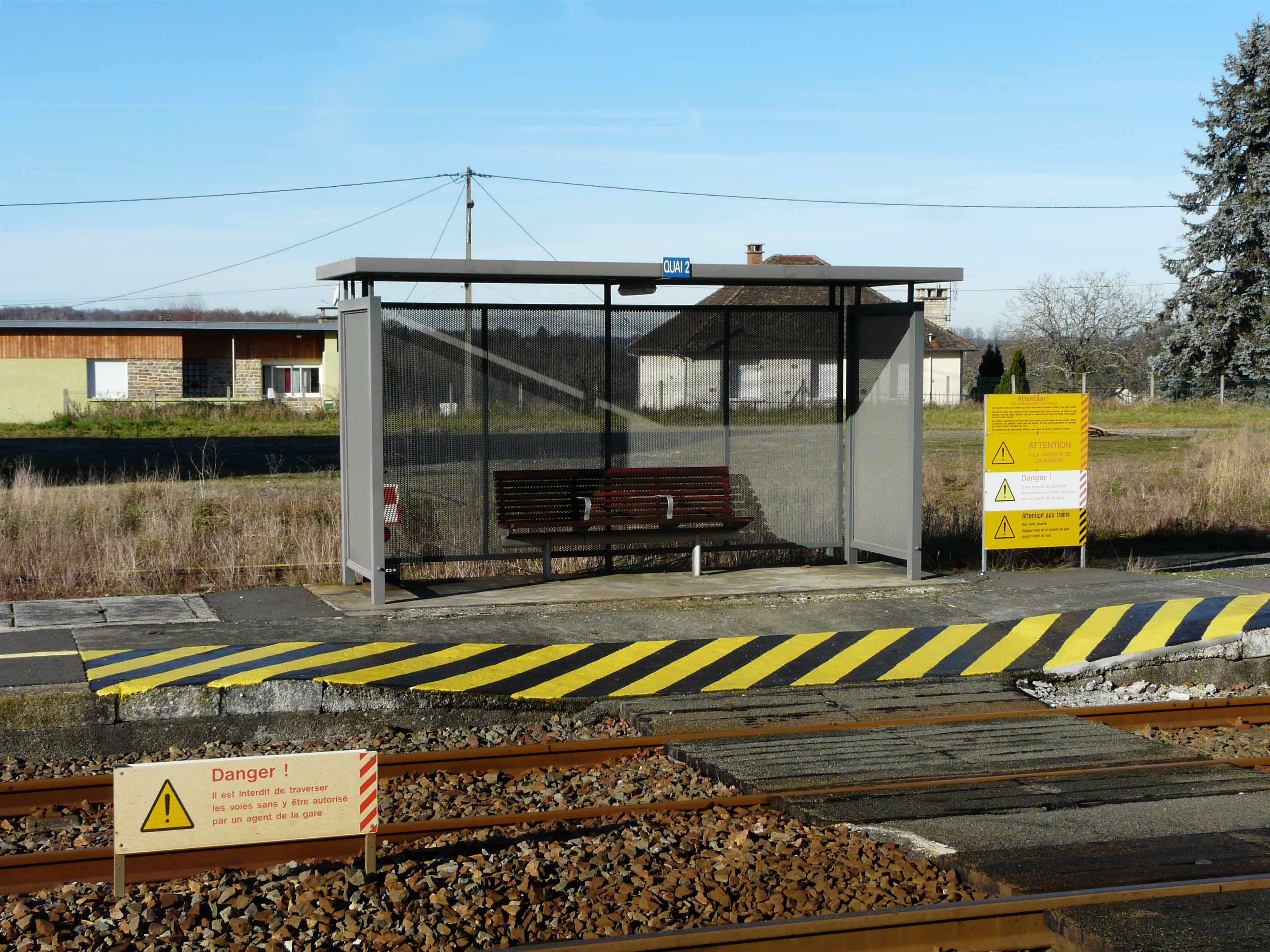
Abri voyageurs.
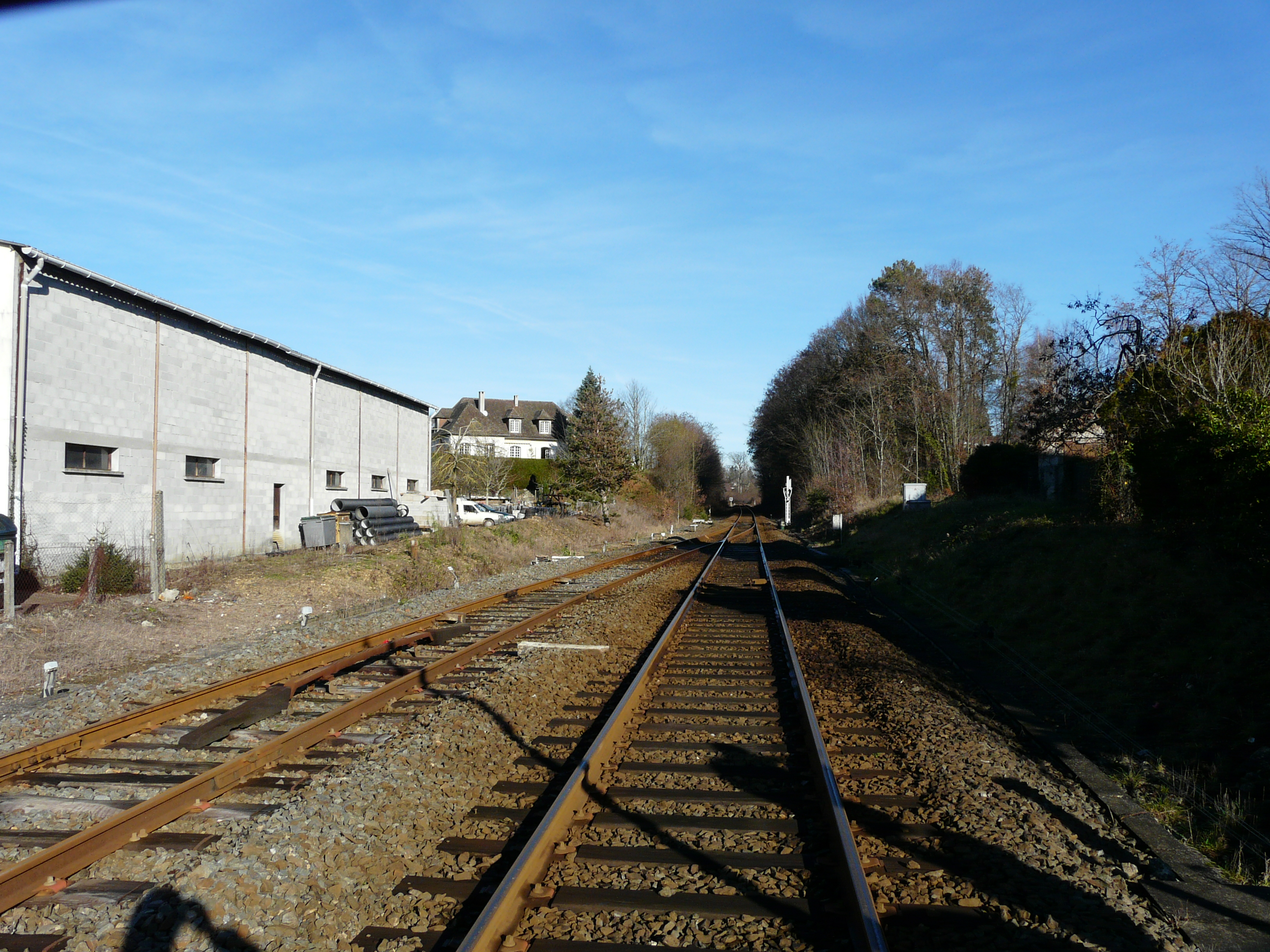
Au nord de la gare, le tronçon passe en voie unique.